# Nomadness
Nomadness je osmým studiovým albem skupiny Strawbs. Bylo posledním albem nahraným u A&M Records a jejich prvním albem od Dragonfly z roku 1970, kde na klávesové nástroje nehrál stálý člen skupiny.

## Seznam stop

### Strana 1
1. "To Be Free" (Dave Cousins) – 4:17
2. "Little Sleepy" (Dave Lambert) – 4:10
3. "The Golden Salamander" (Cousins) – 4:57
4. "Absent Friend (How I Need You)" (Cousins) – 4:42
5. "Back on the Farm" (Cousins) – 2:42

### Strana 2
1. "So Shall Our Love Die?" (Cousins) – 3:39
2. "Tokyo Rosie" (Cousins) – 2:48
3. "A Mind of My Own" (Rod Coombes) – 4:33
4. "Hanging in the Gallery" (Cousins) – 4:32
5. "The Promised Land" (Chas Cronk) – 4:07

### Bonusy
Reedice, CD z roku 2008, obsahuje bonusy : -
1. "Still Small Voice" (Cousins) – 2:27
2. "It's Good to See the Sun" (Cousins) – 4:05

## Obsazení
- Dave Cousins – sólový zpěv, (Strana 1: stopy 1, 3, 4. Strana 2: 1, 2 4, 5) sborový zpěv, akustická kytara, dulcimer, banjo
- Dave Lambert – sólový zpěv (Strana 1: stopy 2, 5. Strana 2: 3, 5), sborový zpěv, akustická kytara, elektrická kytara
- Chas Cronk – sborový zpěv, baskytara
- Rod Coombes – sborový zpěv, bicí, akustická kytara

Hostující hudebníci
- John Mealing – piano (Strana 1 : stopa 4 Strana 2 : stopa 1), varhany (Strana 1 : stopy 1, 4, 5 Strana 2 : stopy 4, 5), elektrické piano (Strana 1 : stopa 2)
- Tony Carr – conga
- Jack Emblow – akordeon (Strana 1 : stopa 5)
- Tommy Eyre – piano (Strana 2 : stopy 3, 5), klavinet (Strana 2 : stopa 3), syntezátor (Strana 2 : stopa 3)
- John Lumley-Saville – syntezátor (Strana 2 : stopa 4)
- Rick Wakeman – elektrický spinet (Strana 2 : stopa 2)
- Tom Allom – cimbál (Strana 2 : stopa 2)

## Záznam
- Tom Allom – producent
- Vic Gamm – záznamový inženýr

Záznam byl pořízen v Sound Techniques, Londýn